# Naftiki Dioikisi Kyprou
Il Comando navale di Cipro (in greco Ναυτική Διοίκηση Κύπρου?, Naftiki Dioikisi Kyprou) è la marina militare dello Stato di Cipro, componente marittima della Guardia nazionale cipriota (Ethnikí Frourá).
Il Comando navale fu attivato nel 1964, principalmente con lo scopo di contrastare le operazioni di contrabbando di armi per via marittima portate avanti dalla Turchia a favore dei gruppi armati turco-ciprioti attivi nell'isola. Equipaggiato con un piccolo numero di pattugliatori e motosiluranti, il Comando navale fu impegnato in combattimento con le forze turche durante la battaglia di Tillyria dell'agosto 1964 e poi, più pesantemente, nel corso dell'invasione turca di Cipro del luglio-agosto 1974, al termine della quale il corpo uscì praticamente annientato.
Il Comando navale fu ricostruito nel corso degli anni 1980, espandendosi poi nell'organico grazie a una serie di programmi di acquisizione portati a termine negli anni 2000 e 2010; il Comando rimane comunque la componente più piccola e meno sviluppata delle forze armate cipriote, con in servizio solo un pugno di pattugliatori e motovedette per la sorveglianza costiera e della zona economica esclusiva.

## Storia

### La nascita
La colonia britannica di Cipro ottenne l'indipendenza dal Regno Unito il 16 agosto 1960 in un clima di forte divisione interna tra l'etnia maggioritaria dei greci ciprioti, che ambiva a un'unificazione dell'intera isola con la Grecia (Enōsis), e la minoranza dei turchi ciprioti, che all'opposto propugnava una divisione dell'isola in due entità autonome e distinte per le due comunità (Taksim). Il compromesso, sancito dal trattato di Zurigo e Londra tra Regno Unito, Grecia e Turchia, fu di costituire Cipro come repubblica autonoma e indipendente, garantita dalla protezione internazionale delle tre potenze firmatarie dei trattati; il tentativo di comporre il dissidio interno tra le due comunità andò però incontro a un fallimento: la violenza intercomunitaria cipriota, alimentata dai contrapposti gruppi armati, raggiunse ben presto alti livelli di conflittualità sfociati nel "Natale di sangue" del 1963. In questo clima di peggioramento della situazione interna, a cui le forze di sicurezza cipriote (frazionate internamente tra le due comunità) non riuscivano a porre rimedio, il governo del presidente Makarios III propose, all'inizio del 1964, una riforma delle piccole forze armate cipriote: in base alla costituzione del 1960 Cipro disponeva di un esercito di non più di 2000 uomini ripartiti tra un 60% di greco-ciprioti e un 40% di turco-ciprioti; la riforma costituzionale promossa da Makarios puntava a creare una forza più sbilanciata a favore dei greco-ciprioti, sia per riflettere maggiormente il peso reale di questa componente etnica (l'82% della popolazione dell'isola all'epoca) sia per disporre di una forza militare più affidabile nel caso la Turchia avesse deciso di forzare la situazione attaccando l'isola. La proposta provocò le dimissioni in massa per protesta del personale militare turco-cipriota, e di conseguenza la nuova Guardia nazionale cipriota (Ethnikí Frourá), istituita formalmente nel giugno 1964, si ritrovò a essere composta esclusivamente da greco-ciprioti.
Le vecchie forze armate cipriote post-indipendenza non disponevano di alcuna forza navale militare dedicata, e tutti gli assetti navali erano concentrati nella Polizia marittima e portuale cipriota: creata dalle autorità britanniche nel 1957 e confluita poi nelle forze di polizia cipriote dopo l'indipendenza, essa non era nulla di più di una guardia costiera con in organico appena sette motovedette armate di mitragliatrici; una forza troppo esigua per pattugliare le estese coste di Cipro ed impedire, in particolare, le consegne illegali di armi e munizioni dalla Turchia a favore delle milizie del Movimento di Resistenza Turco (Türk Mukavemet Teşkilatı o TMT). Il continuo rafforzamento del TMT, alimentato dal personale turco-cipriota dimessosi dalle forze armate, portò a una progressiva militarizzazione delle zone abitate dai turco-ciprioti, favorendo la loro costituzione come enclavi separate dal resto dell'isola. Nel luglio 1964 la situazione divenne particolarmente grave nella zona della penisola di Tillyria, nel nord-ovest dell'isola, dove i turco-ciprioti iniziarono a estendere l'area sotto il loro controllo isolando alcuni villaggi abitati da greco-ciprioti; percependo l'azione come un tentativo di creare una testa di ponte per una futura invasione turca dell'isola, il comando della Guardia nazionale prese accordi con le autorità greche per rafforzare i suoi ranghi e ottenere armamenti pesanti, in vista di una progettata offensiva per riprendere il porto di Kokkina da cui proveniva il grosso del contrabbando di armi a favore dei turco-ciprioti di Tillyria. In questo contesto, nel luglio 1964 fu quindi attivata una sezione marittima della Guardia nazionale cipriota, designata come "Comando navale".
Un ufficiale della Marina militare greca, il comandante Petros Arapakis, assunse la guida della piccola forza navale cipriota, mentre una filantropa locale finanziò l'acquisto delle prime imbarcazioni. Da un armatore privato del Pireo furono quindi ottenuti, alla fine del luglio 1964, tre vecchi dragamine dismessi dalla Marina greca, unità tipo R-Boot di costruzione tedesca e residuato bellico della seconda guerra mondiale; benché piuttosto usurati e malconci, i dragamine furono frettolosamente messi in condizione di navigare e, imbarcato un equipaggio greco, trasferiti segretamente a Cipro tra il 4 e il 5 agosto 1964. Qui due di essi (Orion e Phaeton) furono riequipaggiati come pattugliatori e armati con un cannone Bofors 40 mm e due mitragliere da 20 mm Oerlikon; la terza unità (Dedalos), giudicata come troppo malridotta, non fu fondamentalmente mai messa in servizio e venne impiegata unicamente come fonte di pezzi di ricambio.
Le unità del Comando navale erano appena entrate in servizio che, il 6 agosto, pesanti scontri presero vita nella zona di Tillyria: la battaglia di Tillyria vide ben presto la Guardia nazionale greco-cipriota fare uso di artiglieria pesante e mezzi blindati contro le postazioni fortificate dei turco-ciprioti, mentre dal mare i pattugliatori Orion e Dedalos tentavano di imporre un blocco navale al porto di Kokkina e appoggiare i reparti a terra con il fuoco delle armi di bordo. L'attacco provocò tuttavia la risposta militare della Turchia, che a partire dall'8 agosto inviò formazioni di aerei da combattimento a bombardare le postazioni dei greco-ciprioti. Cacciabombardieri dell'Aviazione turca sorpresero e attaccarono, nel pomeriggio di quello stesso 8 agosto, i pattugliatori Orion e Phaeton mentre incrociavano davanti a Xeros: nonostante il fuoco delle armi di bordo portasse all'abbattimento di un caccia turco F-100 Super Sabre, le due unità furono ben presto danneggiate dal tiro nemico e il Phaeton dovette essere portato a incagliare sulla costa, dove finì divorato dagli incendi scoppiati a bordo; sette dei 23 uomini dell'equipaggio rimasero uccisi nella battaglia. Mentre sia la Grecia che la Turchia facevano affluire forze militari nella zona di Cipro, il Consiglio di sicurezza delle Nazioni Unite si fece promotore di una forte pressione diplomatica che portò infine, l'11 agosto, alla stipula di una tregua e alla cessazione degli scontri nella zona di Tillyria.

### L'espansione e l'attacco turco del 1974

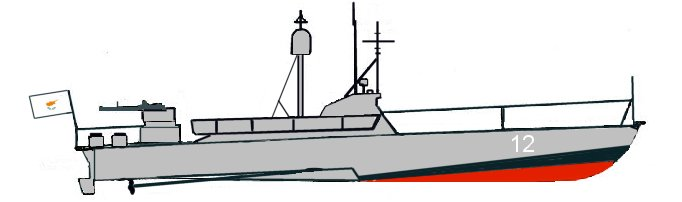
Rappresentazione grafica di una motosilurante classe P4 del Comando navale cipriota

Il periodo successivo alla battaglia di Tillyria non vide alcun miglioramento della situazione interna di Cipro, con il governo greco-cipriota intento più che mai a rinforzare la Guardia nazionale in vista di un nuovo scontro con i turco-ciprioti e i loro alleati turchi. Non potendo acquistare armamenti direttamente dalla Grecia vista l'opposizione diplomatica della Turchia, nel settembre 1964 il governo di Nicosia sottoscrisse un accordo di cooperazione militare con l'Unione Sovietica comprendente un massiccio trasferimento di equipaggiamenti militari pesanti; in campo navale, in particolare, furono acquistate sei motosiluranti della classe P4: un primo lotto di quattro unità fu consegnato nell'ottobre 1964 e un secondo lotto di due unità nel febbraio 1965, mentre specialisti sovietici curarono l'addestramento degli equipaggi greco-ciprioti. Tra il 1965 e il 1967 il Comando navale curò anche la costruzione di appropriate infrastrutture a terra per supportare le sue crescenti forze: una base navale con magazzini, officine e impianti di difesa antiaerea fu quindi aperta nei pressi del piccolo borgo marittimo di Bohazi, a nord-est di Famagosta, mentre due punti d'appoggio minori vennero attrezzati nei porti di Xylofagou e Kyrenia. Con l'assistenza della Grecia, il Comando navale impiantò nel 1966 una moderna stazione radar militare di allerta precoce al Capo dell'Apostolo Andrea, l'estrema punta orientale dell'isola; gli scali di Famagosta, Limassol, Pafo e Kyrenia furono invece dotati di strutture radar di tipo civile.
Pressioni da parte delle potenze del Blocco occidentale, timorose che Cipro potesse diventare una base navale sovietica nel mar Mediterraneo, portarono all'interruzione dei contatti militari tra Nicosia e Mosca alla fine del 1965, il che si rivelò deleterio per il Comando navale. La carenza di forniture sovietiche portò a limitare l'operatività delle motosiluranti classe P4 cipriote, del resto soggette a una rapida usura; nel 1973 una delle unità dovette essere ritirata dal servizio per essere impiegata come fonte di pezzi di ricambio a favore delle altre. Il rimpiazzo delle unità usurate era reso difficoltoso dai rivolgimenti politici interni agli stessi greco-ciprioti: nell'aprile 1967 un colpo di Stato in Grecia portò all'imposizione di una dittatura militare di stampo fascista (la "dittatura dei colonnelli"), ferocemente critica dell'equilibrismo del presidente cipriota Makarios sulla questione dell'Enōsis; dubbioso circa la fedeltà della Guardia nazionale, i cui ranghi erano pieni di ufficiali provenienti dalle forze armate greche, Makarios decise di tagliare i finanziamenti a favore delle forze armate per dirottarli verso le più affidabili forze di polizia. Con i ridotti stanziamenti a disposizione, tra il 1970 e il 1971 il Comando navale acquistò tre motosiluranti dismesse dai ranghi della Marina militare jugoslava: basate su un vecchio progetto della seconda guerra mondiale, si trattava di unità obsolete e già parecchio usurate e malfunzionanti, tanto che solo una di esse risulterebbe effettivamente entrata in servizio con i ciprioti. Un programma molto più importante sotto il profilo militare venne invece approvato nel 1973: esso consisteva nell'ordine a un cantiere navale francese per l'acquisto di due motocannoniere missilistiche di nuova costruzione, equipaggiate con il sistema antinave SS.12M. Le due unità furono varate nel 1974, ma la loro consegna ai ciprioti venne bloccata e infine annullata a causa della nuova crisi militare che interessò l'isola.
Il 15 luglio 1974 elementi della Guardia nazionale cipriota, sostenuti dai paramilitari pro-Enōsis dell'organizzazione EOKA B e appoggiati dalla giunta militare greca, misero in atto un colpo di Stato contro il governo Makarios, deposto e rimpiazzato dal nazionalista di estrema destra Nikos Sampson; questo portò all'immediata reazione della Turchia, che il 19 luglio avviò i preparativi per un'invasione anfibia dell'isola. Le forze del Comando navale furono messe in stato d'allerta nel pomeriggio del 19 luglio, mentre a sera la stazione radar di Capo dell'Apostolo Andrea iniziava a rilevare l'avvicinarsi delle unità navali turche. Un convoglio turco fu infine avvistato, nelle prime ore del 20 luglio, a nord-est di Kyrenia: la sezione di due motosiluranti cipriote dislocate nella città prese il mare per contrastare la forza d'invasione, ma fu attaccata da aerei turchi prima che potesse portarsi a tiro delle navi nemiche; entrambe le motosiluranti furono affondate con la morte di nove marinai greco-ciprioti, e le forze turche iniziarono a sbarcare in forze nei dintorni di Kyrenia alle prime luci dell'alba. L'invasione turca di Cipro portò a combattimenti molto intesi con le unità della Guardia nazionale cipriota e delle truppe greche dislocate sull'isola, proseguiti fino al 18 agosto quando venne stabilito un cessate il fuoco; Makarios poté tornare alla guida del governo di Nicosia, ma i turchi si assicurarono il controllo della parte nord dell'isola che, nel novembre 1983, avrebbe proclamato l'indipendenza come "Repubblica Turca di Cipro del Nord".
La guerra con la Turchia del luglio-agosto 1974 si rivelò una catastrofe per il piccolo Comando navale cipriota: la stazione radar di Capo dell'Apostolo Andrea dovette essere distrutta e abbandonata come pure la base principale di Bohazi, caduta in mano turca con la vicina Famagosta; le motosiluranti superstiti, come pure l'anziano pattugliatore Orion, furono autoaffondate dagli stessi greco-ciprioti, anche se due motosiluranti furono recuperate dai turchi e messe in mostra come trofei di guerra. Pesanti furono anche le perdite della Polizia marittima, che dovette autoaffondare o abbandonare in mano ai turchi cinque delle sue sette motovedette.

### La ricostruzione

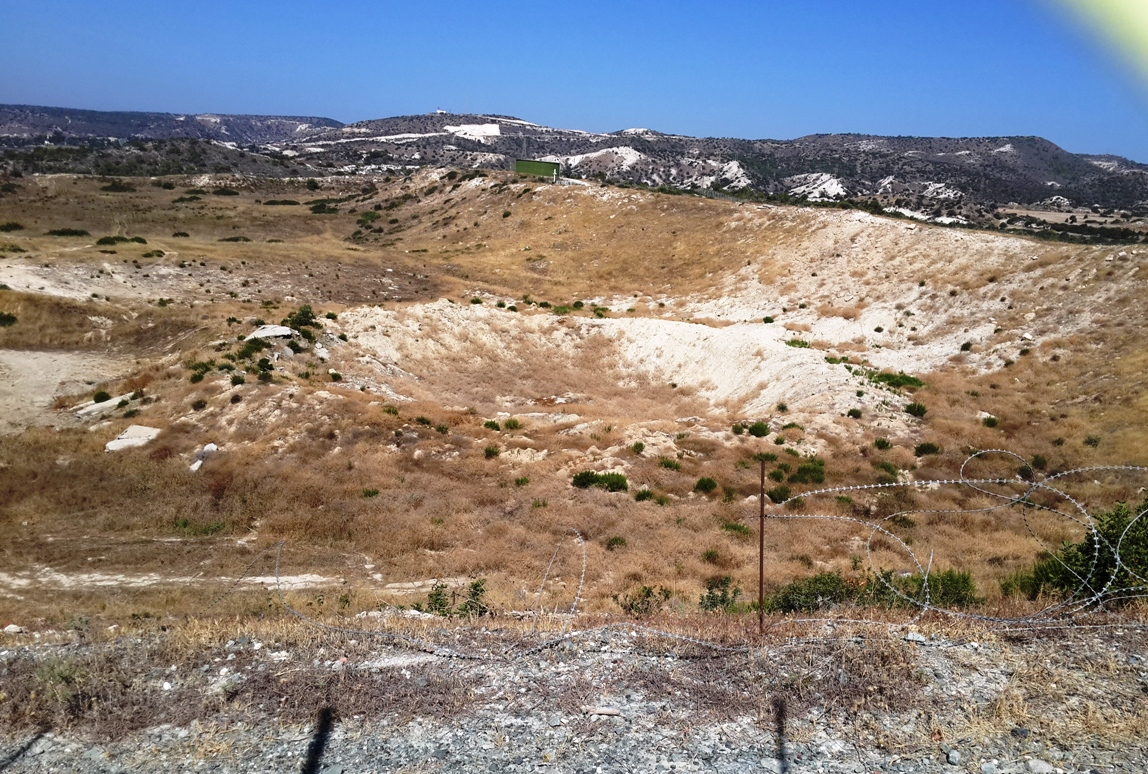
Il cratere lasciato dal disastro della Base navale "Evangelos Florakis" nel 2011

Una reale ricostruzione del Comando navale non ebbe inizio se non nei primi anni 1980, quando Cipro poté riprendersi dai danni economici causati dall'invasione turca del 1974. Tra il 1981 e il 1983 fu portata a termine la costruzione in cantieri francesi di due motovedette di grossa taglia (Salamis e Afroditi), armate con un cannone da 40 mm e una mitragliera da 20 mm. Le due unità rimasero per i successivi vent'anni le uniche imbarcazioni di impiego militare di Cipro, affiancando una decina di nuove motovedette date in dotazione alla Polizia marittima: la Afroditi fu radiata dal servizio nel 1994, ma la Salamis fu interessata nel 2000 da un programma di ammodernamento comprendente anche l'imbarco di un sistema binato "Simbad" per missili antiaerei a corto raggio MBDA Mistral di origine francese; l'unità fu infine radiata per obsolescenza nel 2014.
Una espansione della flotta si ebbe solo ai primi anni 2000, grazie a contratti sottoscritti con un variegato miscuglio di fornitori stranieri. Nel 2000 venne acquistata la Kerineia, una motovedetta classe Adamidis dismessa dalla Marina greca; già vecchia di vent'anni, l'unità fu radiata dal servizio nel 2014. Nel 2002 il cantiere Rodman di Vigo in Spagna fornì due motolance di nuova costruzione (Panagos e Agathos), mentre tra il 2004 e il 2005 il Cantiere Navale Vittoria di Adria in Italia fornì due pattugliatori da 110 tonnellate di dislocamento (Ipoploiarkhos Eleutherios Tsomakis e Plotarkhis Nikolas Georgiou), unità di moderna costruzione armate con una mitragliera da 25 mm. Per rimpiazzare la dismessa Salamis, nel 2015 fu invece acquistata la motovedetta Ammokhostos, un'unità di seconda mano di costruzione finlandese.
Un grave disastro afflisse la piccola forza navale cipriota nel 2011. Nel 2009 unità della United States Navy intercettarono nel Mar Rosso un mercantile battente bandiera cipriota e carico di munizioni, esplosivi e proiettili di artiglieria di contrabbando, diretti dall'Iran all'alleata Siria in violazione delle sanzioni internazionali inflitte agli iraniani; la nave fu portata a Cipro per essere confiscata, e il suo carico affidato in custodia al Comando navale. Le munizioni e gli esplosivi furono quindi ammassati in 98 container e stoccati all'aperto nei pressi della principale base del Comando navale, la Base navale "Evangelos Florakis" vicino Mari; qui le munizioni furono fondamentalmente abbandonate in condizioni di trascuratezza e con scarse misure di sicurezza, mentre il governo cipriota tergiversava su come e quando disporre il loro smaltimento anche per non guastare i rapporti diplomatici con la vicina Siria. La mattina dell'11 luglio 2011 un principio d'incendio si sviluppò nei pressi dei container con gli esplosivi confiscati; mentre i vigili del fuoco tentavano di spegnere le fiamme, alle 05:50 le munizioni detonarono tutte insieme generando una potentissima esplosione: l'onda d'urto distrusse alcuni edifici della base, causò danni gravissimi alla vicina centrale elettrica di Vasilikos (tra Larnaca e Limassol) e scagliò detriti fino a tre chilometri di distanza dal punto di scoppio. Dodici persone rimasero uccise nel disastro e altre 62 vennero ferite; tra i morti vi furono anche l'allora comandante del Comando navale, Andreas Ioannides, e il comandante della base navale, Lambros Lambrou.

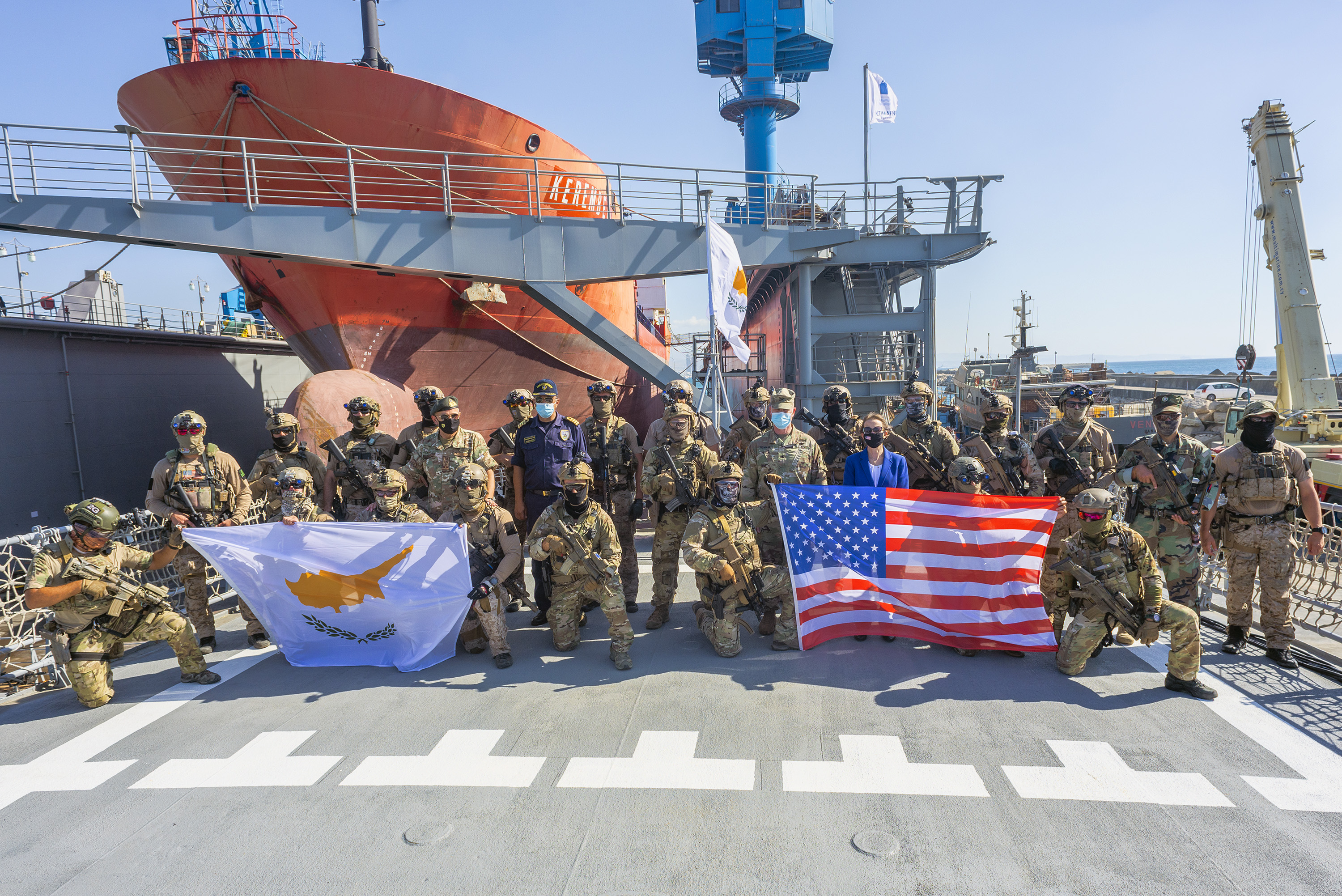
Forze speciali navali cipriote (a sinistra) in posa con gli omologhi Navy SEAL statunitensi durante un'esercitazione congiunta Cipro-Stati Uniti nel 2021

Alcuni limitati programmi di acquisizione navale furono portati a termine alla fine degli anni 2010, in ragione della necessità di garantire una maggiore sorveglianza dei giacimenti offshore recentemente scoperti nelle acque della zona economica esclusiva di Cipro. Nel 2017 fu quindi messa in servizio l'Alasia, una corvetta (poi nave scuola) di costruzione britannica della Regia marina militare dell'Oman che, benché vecchia già di quarant'anni, fu riattrezzata per fungere da pattugliatore d'altura dotato di ponte di volo per un elicottero; con un dislocamento di circa 900 tonnellate, l'Alasia è l'unità di maggiori dimensioni mai entrata in servizio con il Comando navale cipriota. Un acquisto di maggior valore sul piano militare fu invece portato a termine nel 2018, quando il Comando navale mise in servizio il pattugliatore d'altura Arkhiploiarkhos Andreas Ioannides, una moderna unità classe Sa'ar 62 di costruzione israeliana da 450 tonnellate di dislocamento e armata con due mitragliere da 23 mm in torrette a controllo remoto. Un importante acquisto fu infine portato a termine nel 2020, quando Cipro stipulò un contratto di forniture di armamenti moderni con la Francia comprendente, tra le altre cose, la cessione di lanciatori per missili antinave Exocet per equipaggiare una batteria di difesa costiera basata a terra.

## Struttura
Al 2022 il Comando navale cipriota dispone di poco meno di 500 effettivi in servizio attivo, suddivisi tra un comando generale, un comando di flottiglia con assegnate le unità leggere, un comando d'altura con in servizio i pattugliatori di maggiori dimensioni, un comando di difesa costiera e un comando per le basi navali; il Comando navale dispone anche di una propria unità di forze speciali, il Comando demolizioni subacquee (Omada Ypovrixion Katastrofon o OYK), addestrato alle operazioni di ricognizione e assalto anfibie, di sabotaggio subacqueo e di anti-terrorismo in ambiente marittimo.
Oltre alla base principale di Mari il Comando navale dispone di due punti d'appoggio secondari a Pafo e Limassol.